# 拉姆科拉
拉姆科拉（Ramkola），是印度北方邦Kushinagar县的一个城镇。总人口13333（2001年）。

## 人口
该地2001年总人口13333人，其中男性7068人，女性6265人；0—6岁人口2030人，其中男1057人，女973人；识字率57.50%，其中男性为68.59%，女性为44.98%。